# Captain America: The First Avenger
Captain America: The First Avenger är en amerikansk superhjältefilm från 2011, baserad på Marvel Comics superhjälte Captain America. Joe Johnston regisserade filmen, medan Marvel Studios stod för produktionen. Det är den femte filmen i serien Marvel Cinematic Universe (MCU).
Filmen hade biopremiär i Sverige den 12 augusti 2011, utgiven av United International Pictures.

## Handling
En arkisk expedition har hittat ett mystiskt plan och när amerikanska militärer går in i planet upptäcker de en sköld med en stjärna på som orsakar stort intresse.
I Norge 1942 försöker några norrmän dölja en skatt för nazisterna. Men en nazist (Hugo Weaving) lyckas pressa dem och får tag på vad han kallar för tesserakten, som ska ha tillhört Oden.
Under tiden försöker den sjuklige och kortväxte Steven Rogers (Chris Evans) ta värvning i USA:s armé och göra sin plikt. Han blir dock underkänd gång på gång, något som inte förbättras av att hans bäste vän, "Bucky" Barnes (Sebastian Stan), fått rycka in. En tysk-amerikansk forskare, dr Erskine, ser Rogers positiva sidor och ger honom chansen att bli uttagen till ett supersoldat-program, något som general Philips (Tommy Lee Jones) till en början ställer sig tveksam till. Den brittiskfödda agenten Peggy Carter är försiktigt positiv. Rogers mod gör dock honom till den bästa kandidaten, varpå dr Erskine berättar att han blev tvingad att använda sitt supersoldatserum i Tyskland på ledaren för Hitlers forskningsavdelning Hydra, Johan Schmidt, vilket förvandlat honom ett monster, Red Skull.
När Rogers fått serumet förvandlas han till en atlet, men innan militären hinner bygga upp ett projekt för att skapa fler supersoldater mördas dr Erskine av en annan Hydra-agent. Rogers, som fortfarande vill tjäna sitt land, får fortfarande inte strida, utan används som PR-figur för att sälja krigsobligationer under namnet Captain America.
Under en turné till Italien upptäcker Rogers att de verkliga soldaterna inte är imponerade. Snart får han dessutom veta att "Bucky" Barnes kompani blivit tillfångatagna, varpå han med hjälp av Peggy Carter och Howard Stark (far till Tony Stark, Iron Man) lyckas ta sig in i Hydras befästning och befria 400 soldater. Samtidigt upptäcker han att Hydra har sex andra experimentverkstäder, där Schmidt utvecklar ett fruktansvärt vapen som kan betyda att Hydra kommer att vinna andra världskriget.
Tillsammans med en utvald grupp soldater intar Captain America Hydras sex laboratorier, men tvingas bevittna hur "Bucky" faller till sin död. Å andra sidan får amerikanerna tag på Schmidts ledande forskare, dr Zola. Detta tvingar Schmidt att skicka iväg ett bombplan mot New York. Rogers lyckas ta sig ombord och stoppa Schmidt, men måste störtlanda planet för att undvika att bombplanet skadar oskyldiga. 
Tillbaka i nutid vaknar Rogers och får veta av Nick Fury att han legat i dvala i 70 år, något som betyder att hans blommande romans med Peggy Carter aldrig kom till skott.

## Rollista (i urval)

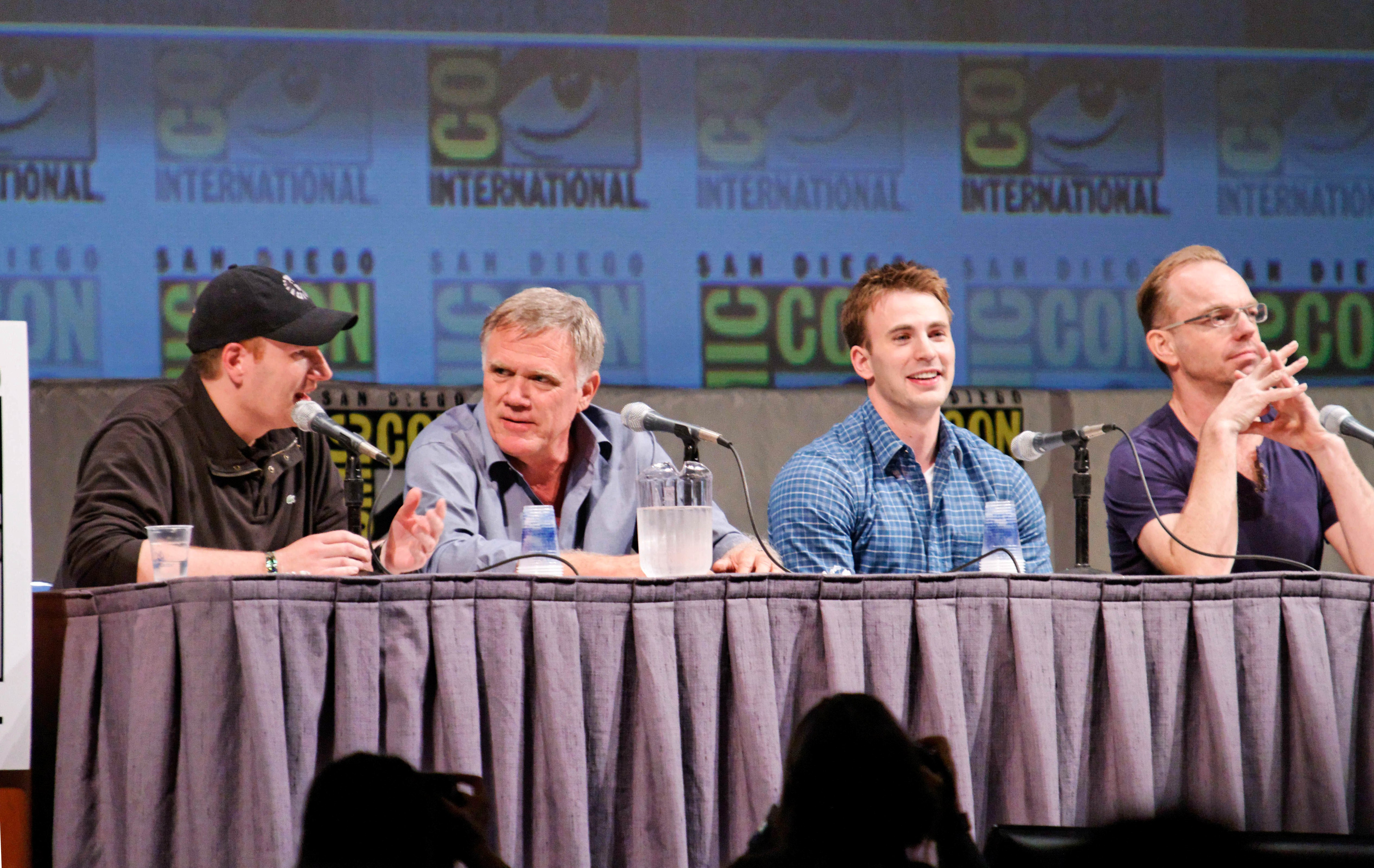
Kevin Feige, Joe Johnston, Chris Evans och Hugo Weaving vid San Diego Comic-Con International 2010.

- Chris Evans – Steven "Steve" Rogers / Captain America
- Hayley Atwell – Peggy Carter
- Sebastian Stan – Sergeant James Buchanan "Bucky" Barnes
- Tommy Lee Jones – Överste Chester Phillips
- Hugo Weaving – Johann Schmidt / Red Skull
- Dominic Cooper – Howard Stark
- Stanley Tucci – Dr. Abraham Erskine
- Toby Jones – Dr. Arnim Zola
- Neal McDonough – Timothy "Dum Dum" Dugan
- Derek Luke – Gabe Jones
- Kenneth Choi – Jim Morita
- Richard Armitage – Heinz Kruger
- JJ Feild – James Montgomery Falsworth
- Bruno Ricci – Jacques Dernier
- Natalie Dormer – Meniga Lorraine
- David Bradley – Tornvakt
- Laura Haddock – Autografjägare
- Samuel L. Jackson – Nick Fury (cameo)
- Stan Lee – General (cameo)

## Om filmen
Uppföljaren Captain America: The Winter Soldier hade premiär i mars 2014. En tredje film, Captain America: Civil War hade premiär i april 2016.
Den efterföljande filmen i Marvel Cinematic Universe var The Avengers (2012).

## Mottagande
Filmen mottogs av blandade recensioner av filmkritiker i Sverige. Den fick ett genomsnittsbetyg på 2,9 på Kritiker.se. Så här tyckte några tidningar om filmen:
- Expressen: 3/5[5]
- Svenska Dagbladet: 3/6[6]
- Dagens Nyheter: 2/5[7]
- Upsala Nya Tidning: 2/5[8]